# Ain't It Fun (canción de Paramore)
«Ain't It Fun»— en español: 'No es divertido?'— es una canción de la banda estadounidense de rock alternativo Paramore, incluida en su cuarto álbum de estudio, Paramore (2013). La vocalista Hayley Williams y el guitarrista Taylor York la compusieron, y este último la produjo con Justin Meldal-Johnsen. Pertenece a los géneros pop rock, new wave, funk rock y new jack swing, y su letra trata sobre la experiencia y actitud de la vocalista del grupo al mudarse de Nashville a Los Ángeles. Inicialmente, Fueled by Ramen la publicó como un sencillo promocional el 26 de agosto de 2013. Sin embargo, el 4 de febrero de 2014 la lanzó en las radios estadounidenses como el cuarto sencillo del álbum.
«Ain't It Fun» recibió comentarios diversos por parte de los críticos, algunos la nombraron una de las mejores del disco, y otros elogiaron su diversidad musical. El sencillo ganó el premio a la mejor canción de rock en los Grammy de 2015. Este fue entregado a York y Williams, los compositores, y se convirtió en su primera victoria tras haber sido nominados en el pasado. Además, la vocalista se convirtió en la primera mujer en ganar en dicha categoría desde Alanis Morissette en 1999. «Ain't It Fun» tuvo una buena recepción comercial en los Estados Unidos. Se convirtió en la primera canción del grupo en entrar al top 10 del ranking Billboard Hot 100 y obtuvo dos discos de platino por parte de la Recording Industry Association of America (RIAA). Además, llegó al primer puesto en las listas Hot Rock Songs, Adult Pop Songs, Rock Digital Songs y Alternative Digital Songs. Fuera de los Estados Unidos, logró entrar al top 40 de los rankings de Australia, Canadá, Hungría y República Checa.
Inicialmente, el vídeo musical de «Ain't It Fun» iba a ser dirigido por Johathan Desbiens. Sin embargo, luego de que los miembros de la banda no estuviesen felices con la forma en la que se estaba llevando a cabo, decidieron cancelarlo. Luego, grabaron uno nuevo en Franklin, Tennessee, dirigido por Sophia Peer. En este, los integrantes de Paramore aparecen rompiendo una serie de récords mundiales. La banda interpretó «Ain't It Fun» en varias ocasiones, entre ellas en sus giras The Self-Titled Tour y Writing the Future y en los concursos estadounidenses The Voice y American Idol.

## Antecedentes y lanzamiento

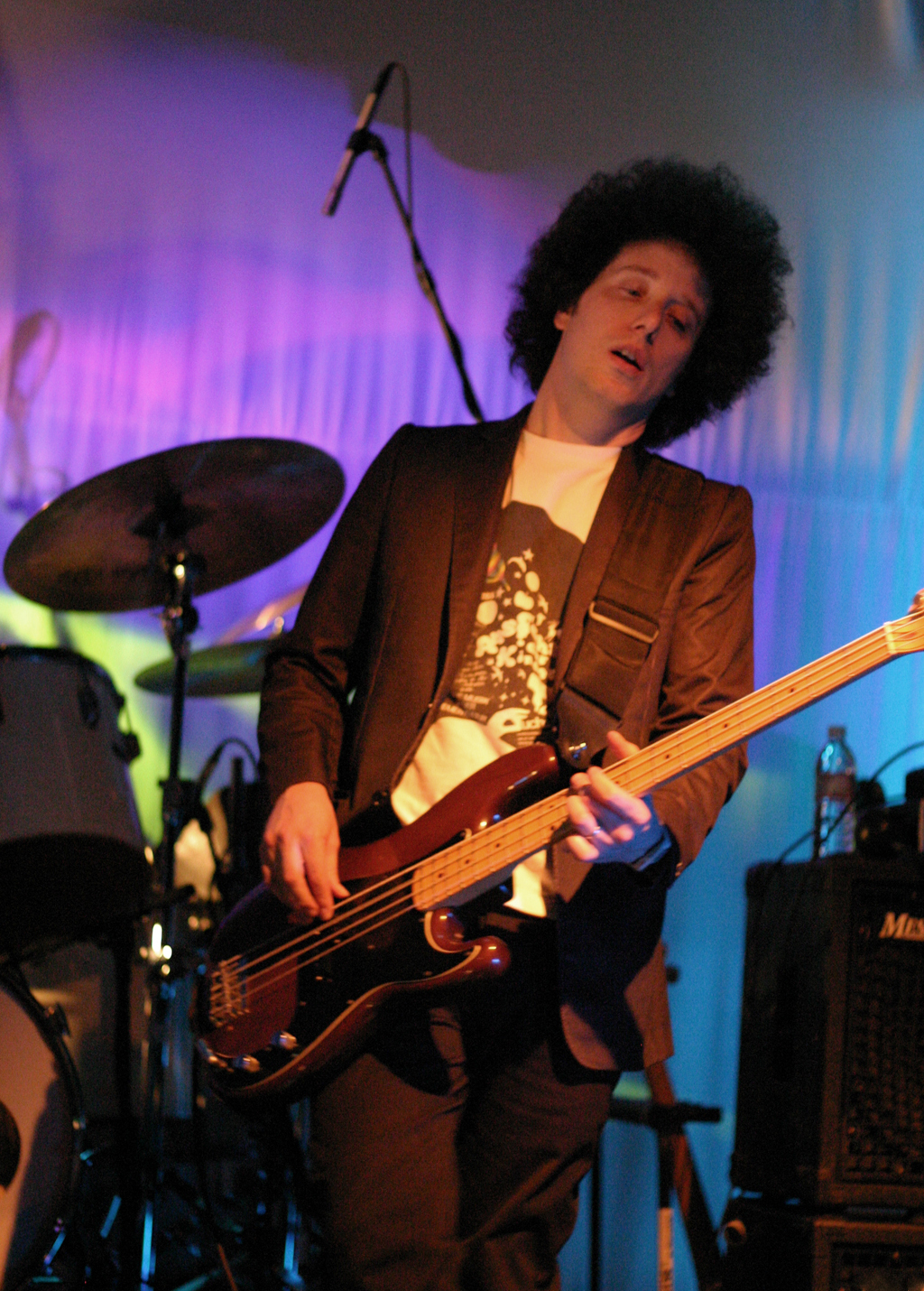
Justin Meldal-Johnsen, uno de los productores de la canción.

En 2012, Hayley Williams, vocalista de Paramore, decidió mudarse de Nashville a Los Ángeles, luego de la repercusión que tuvo en el primero de estos lugares la salida de Josh y Zac Farro de la banda. El desarrollo de la canción inició días después de que Williams se mudara, en un cuarto de hotel en donde Taylor York, el guitarrista, creó un loop con su teclado, al que Williams le encontró parecido con la música de Siouxsie and the Banshees y Paula Abdul. Después de escucharlo, escribieron la letra, que fue inspirada en la experiencia y actitud de la vocalista al mudarse. Luego, ambos armonizaron sus voces para que se parecieran a las de los cantantes de los coros góspel. Seis meses después, incluyeron en la grabación a uno de seis miembros: Brandon Hampton, Joslyn James, Katherine y Sean Dancy, Talitha Manor y Yolanda Harris-Dancy. York y Justin Meldal-Johnsen produjeron la canción, Ken Andrews la mezcló y Ted Jensen la masterizó en el estudio Sterling Sound. Meldal-Johnsen, acerca del desarrollo, escribió en su página web que: «todo, desde la creación inicial de la canción por la banda, de la producción de mi parte, fue hecho con puro instinto y amor. No fue cínico, no fue forzado, era simplemente real... para todos».
Williams, quien estaba familiarizada con la música góspel, relacionó la inclusión del coro con su crianza, ya que solía ir a la Iglesia con su familia. Además, declaró que «"Ain't It Fun" es muy diferente a las canciones que hemos escrito en el pasado. Crecí [escuchando] pop, funk y soul. Realmente mostramos nuestras raíces en esta canción». Jeremy Davis, el bajista de la banda, explicó que «después de que empezamos a escribir canciones raras como "Ain't It Fun", nos pusimos nerviosos. Pero fue cómodo. Hemos crecido y no nos gusta la misma música que antes, así que, ¿por qué [nuestros fanáticos] no harían [lo mismo]?. Esa idea nos siguió motivando». York consideró que la decisión de incluir un coro góspel hubiera sido difícilmente aprobada si Josh y Zac Farro hubiesen seguido en la banda.
Originalmente, «Ain't It Fun» fue lanzada como un sencillo en CD promocional en Reino Unido el 26 de agosto de 2013. El 4 de febrero de 2014, Paramore la lanzó en las radios estadounidenses como el cuarto sencillo de Paramore. El siguiente mes, Official Charts anunció que la banda participaría en el Record Store Day de 2014 con el lanzamiento de un vinilo de doce pulgadas de «Ain't It Fun». El sencillo, diseñado por Williams para que luciera como un vinilo roto, fue publicado el 19 de abril. Este contiene la versión original y una remezcla hecha por la banda Dutch Uncles. El 26 de mayo de 2014, Atlantic Records la lanzó en las radios de Italia. El 24 de junio, la disquera publicó el EP Ain't It Fun Remixes, que contenía la versión para radio de «Ain't It Fun» y tres remezclas.

## Composición e interpretación
«Ain't It Fun» pertenece a los géneros pop rock, new wave, funk rock y new jack swing. Según la partitura publicada en Music Notes por Alfred Publishing, está compuesta en la tonalidad de mi mayor con un tempo pop rock de 104 pulsaciones por minuto. Las voces de Williams y del coro poseen un registro que se extiende desde si3 hasta do#5. Acerca de la inclusión del coro, David Renshaw de NME lo comparó con el estilo musical de la película Sister Act 2: Back in the Habit, y Adrian Garza de Under the Gun Review lo equiparó con el de «Unwritten» de Natasha Bedingfield. Chris DeVille de Stereogum dijo que el rendimiento vocal de la cantante estaba influenciado por Michael Jackson y Annie Zaleski de The A.V. Club lo comparó con el de Mariah Carey. Scott Heisel de Alternative Press consideró que la participación del coro ayudó a que la voz de Williams sonara «conmovedora». Joseph R. Atilano de la revista Philippine Daily Inquirer analizó más a fondo la interpretación vocal en la canción: 

«La vocalista Hayley Williams está empezando a mostrar más de su talento, [...] particularmente en este sencillo. Estas tonalidades en su voz significan para mí que, vocalmente, ya ha entrado en su mejor momento. Puedes escuchar estos cambios específicamente en el estribillo y en los versos en donde canta con una confianza más grande. Aquí, la versatilidad de su voz toma forma y empezamos a tomar en serio lo que puede hacer detrás del micrófono».

La letra de la canción tiene un tono sarcástico, y trata sobre la actitud de Williams al mudarse de Nashville. Acerca de esto, dijo que: «Despegué a Los Ángeles [creyendo] que sería como un paraíso o una gracia salvadora. Llegué y me di cuenta que mis problemas me estaban siguiendo». Además, explicó: «Era la primera vez que pasaba mucho tiempo lejos de casa, de mi familia y de mis amigos cercanos. Cuando sales de tu burbuja, te das cuenta de qué tan grande es el mundo y que tienes que valerte por ti mismo. La letra era mi forma sarcástica de darme cuenta de que no puedes ser el rey todo el tiempo. Fue un buen ejercicio para mí como ser humano entender que la vida es mucho más grande que [en] tu propia perspectiva». Acerca del verso «No vayas a llorarle a tu mamá, porque ahora estás sola en el mundo real», dijo que: «Pensé que estaba siendo una bebé llorona al estar lejos de mi familia. Necesitaba escuchar esas palabras. Nadie más me las estaba diciendo, así que tuve que hacerlo yo misma».

## Recepción

### Comentarios de la crítica
«Ain't It Fun» obtuvo, en su mayoría, comentarios positivos por parte de los críticos. Scott Heisel de Alternative Press dijo que «Ain't It Fun» era uno de «esos momentos de diversidad que realmente hacen que Paramore brille». Jack Appleby de la misma revista la incluyó en su lista de las 10 mejores canciones de la banda. Brad Wete de Billboard señaló que la instrumentación hacía que fuese «más que [una] canción rock promedio». Matt Collar de Allmusic la llamó «un clásico inmediato». Amanda Koellner de Consequence of Sound y Brian Mansfield de USA Today la seleccionaron como una de las canciones destacadas del disco, y Lisa Marie-Ferla de The Arts Desk señaló que era «el momento más fuerte del disco». Melissa Locker de Time dijo que el coro góspel y la letra la hacían «un himno de verano perfecto». Jessica Ferrerons del sitio español Binaural la llamó una «novedad» e indicó que «[los miembros de Paramore] han añadido un góspel muy curioso al que, no lo dudéis, os acabaréis uniendo. Es esta forma de experimentar con el sonido lo que más nos ha sorprendido del disco, pues aunque parezca atrevido, es una jugada que les ha salido bien». Fernando Omedè del sitio web mexicano No Mute indicó que la canción «puede ser en un futuro muy cercano un himno para los que se sientan estancados y no quieran mirar a su alrededor». Sean Adams de Drowned in Sound dijo que era «una rara canción pop de Paramore» y que «[merecía] llegar al número uno de todos los rankings, ganar un Grammy y tener varias visitas en YouTube».
Sin embargo, no todas las críticas fueron positivas. Thomas Ingham de musicOMH mencionó que  «Ain't It Fun» era «difícilmente una obra maestra lírica», aunque la producción «lo compensaba». Phil Mongredien de The Observer dijo que la influencia góspel «no le favorecía», y Tony Clayton-Lea de The Irish Times la llamó «genérica». Channing Freeman de Sputnikmusic le dio una reseña negativa, al decir que Josh y Zac Farro abandonaron la banda tras oír un demo de «Ain't It Fun». Además, calificó a la letra de «ridícula».

### Comercial
En Norteamérica, «Ain't It Fun» tuvo una buena recepción comercial. En Estados Unidos, entró en el número 8 del ranking Bubbling Under Hot 100 en la semana del 8 de marzo de 2014. En la siguiente edición, ingresó en el puesto 96 de la lista Billboard Hot 100. Seis semanas después se posicionó en el número 34. Esa fue la primera vez en la que dos canciones de un álbum de la banda logran entrar a los primeros cuarenta puestos del ranking, luego de que «Still Into You», segundo sencillo de Paramore, alcanzara la posición 24 el año anterior. En la edición del 24 de mayo, «Ain't It Fun» se ubicó en el puesto número 10. Con esto, se convirtió en el sencillo mejor posicionado de la banda en la lista, y superó a «The Only Exception» (2010) y «Still Into You» (2013), que llegaron al número 24. El 15 de mayo de 2014, «Ain't It Fun» llegó al primer puesto del ranking Hot Rock Songs, y reemplazó a «Pompeii» de Bastille, que se mantuvo en ese lugar por doce semanas. También logró alcanzar la primera posición en las listas Adult Pop Songs, Rock Digital Songs y Alternative Digital Songs. En el ranking Pop Songs, llegó al número 2, y en el Radio Songs al 5. Además, fue la segunda canción más tocada en la radio adult contemporary en 2014, con un total de 49 856 spins. Hasta junio de 2014, la canción había vendido 1 000 000 de descargas digitales en los Estados Unidos. En julio de 2015, recibió dos discos de platino por parte de la Recording Industry Association of America (RIAA). En Canadá, «Ain't It Fun» entró en la posición 99 del Canadian Hot 100 en la edición del 19 de abril de 2014. El 28 de junio, llegó al número 27. En total, permaneció un total de veinte semanas en la lista y se ubicó en la posición 95 de la lista anual. La Canadian Recording Industry Association (CRIA) la certificó con un disco de oro, tras vender 40 000 en Canadá. En México, «Ain't It Fun» entró en el puesto 15 del ranking México Inglés Airplay en la edición del 24 de mayo de 2014. Dos meses después, alcanzó el número 8.
En el resto del mundo, «Ain't It Fun» tuvo una recepción comercial moderada. En Australia, ingresó en la posición 62 del ARIA Top 100 Singles en la semana del 26 de agosto de 2013. En la edición del 16 de septiembre, alcanzó el puesto 32. En total, apareció diez semanas dentro de la lista. También llegó a la posición 31 del ARIA Digital Tracks. En Hungría, «Ain't It Fun» ingresó en el número 32 de la lista Rádiós Top 40 en la edición del 23 de junio de 2014. En su quinta semana, llegó a la posición 4. Además, estuvo en el puesto 46 en la lista de fin de año. En República Checa, alcanzó las posición 22 en el ranking Rádio Top 100 y la 51 en el Singles Digital Top 100.

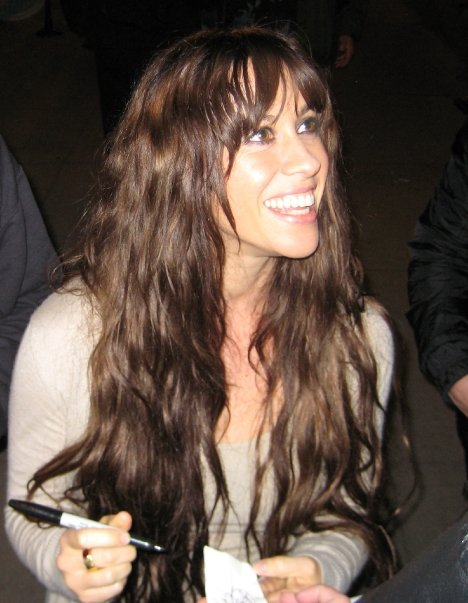
Al ganar el premio Grammy a la mejor canción de rock con «Ain't It Fun» en 2015, Hayley Williams se convirtió en la primera mujer en recibir dicho galardón, desde que Alanis Morissette lo hiciera en 1999.

Además, llegó al puesto 61 del Singles Digital Top 100 de Eslovaquia. En Finlandia, ingresó en el número 93 de la lista Radiosoittolista, y en su octava semana, llegó al puesto 10. En Reino Unido, «Ain't It Fun» tuvo una recepción comercial menor, ya que alcanzó la posición 113 en el UK Singles Chart en 2013. Sin embargo, logró llegar al número 3 de la lista UK Rock Chart y obtuvo una certificación de plata por parte de la British Phonographic Industry (BPI). En Irlanda, ingresó en la posición 79 del Top 100 Singles. En la edición del 5 de septiembre de 2013, alcanzó el puesto 55. En Escocia, llegó a la posición 98 en el Scottish Singles Chart, en la que se mantuvo por dos semanas no consecutivas.

### Reconocimientos
«Ain't It Fun» ganó el premio a la mejor canción de rock en los Grammy de 2015. Con esto, superó a trabajos de Ryan Adams, The Black Keys, Jack White y Beck. Este fue entregado a York y Williams, los compositores, y se convirtió en su primera victoria tras haber sido nominados en el pasado. Además, esta última se convirtió en la primera mujer en ganar en dicha categoría desde Alanis Morissette en 1999. Acerca de la victoria y de su repercusión en la carrera de la banda, Williams dijo en una entrevista con New York City Monthly que: 

«Antes que nada, fue muy surrealista ser incluidos en esa categoría. [...] Es un gran bonus ganar un Grammy en este punto de nuestra carrera. Muchas personas no saben que hemos sido una banda por diez años. Aceptamos ser el nuevo grupo favorito de alguien cualquier día. Pero la gente que nos acompañó todo este tiempo es toda la validación que necesitamos [de nuestro éxito]. Por eso digo que ganar es un bonus. Sin mencionar que el hecho de que fue "Ain't It Fun" lo hizo incluso más agradable».

«Ain't It Fun» ganó el premio a la mejor canción alternativa/indie rock dance en la trigésima entrega de los International Dance Music Awards de 2015. También recibió uno de los galardones entregados a las canciones más interpretadas en los ASCAP Pop Music Awards en el mismo año. «Ain't It Fun» obtuvo una nominación en la categoría de mejor canción rock en los Billboard Music Awards de 2015, pero perdió ante «Take Me to Church» de Hozier.

## Vídeo musical

### Desarrollo y lanzamiento
La preproducción de la primera versión del vídeo musical de «Ain't It Fun» inició en julio de 2013. Alternative Press afirmó que Jonathan Desbiens sería el director. En agosto, Williams publicó una imagen en la que aparecían los miembros de la banda en el set de grabación. Sin embargo, en octubre, la cantante publicó en su cuenta de Tumblr que el vídeo había sido cancelado ya que a la banda no les gustó la forma en la que se estaba llevando a cabo la dirección y que en su lugar publicarían uno para «Daydreaming».
La banda grabó un segundo vídeo musical, dirigido por Sophia Peer, el 2 de diciembre de 2013 en Franklin, Tennessee. Peer, en una entrevista con IMVDb, dijo que quería reflejar el mensaje que le quedó de la letra: «salir de tu zona de confort y retarte a ti mismo». Seleccionó el concepto de romper récords mundiales tras una lluvia de ideas con Winston Case —el editor— y luego de que su amiga Alexandra Young le contó sobre un proyecto suyo con una temática similar. Después, le envió a la banda una lista con treinta récords a la que, sin embargo, tuvieron que reducir el número por el poco tiempo que tenían para grabar. Paramore tuvo la idea del récord por romper más discos de vinilo, y los demás fueron basados en otros ya existentes. Además, los ubicaron en las partes de la canción en las que lucían mejor.
Para la realización del vídeo, Paramore se asoció con RecordSetter y no con Guinness ya que, según Peer, el primero de estos era «más inclusivo y genial» y era el lugar «correcto» para que los fanáticos de la banda «les siguieran la corriente». Fueled by Ramen lo publicó en su cuenta de YouTube el 29 de enero de 2014, y el 3 de marzo de ese año, lanzó un vídeo con el detrás de escenas.

### Trama y recepción
El vídeo inicia con los integrantes de Paramore caminando en un puente con guitarras eléctricas. Después, empiezan a romper relojes, y en la pantalla se anuncia que la banda rompió el récord de romper más relojes con guitarras eléctricas en 31.33 segundos. Luego, aparecen en una habitación en donde intentan agarrar plumas; por esto, Jeremy Davis consigue la marca de agarrar más en 30 segundos, con un total de dieciocho. En la siguiente escena, el grupo aparece en un cuarto blanco, en la que destruye varios discos de vinilos; por esto, obtienen el récord de romper más en un minuto, con un total de 58. En el mismo sitio, Taylor York rompe la marca de girar un vinilo en un dedo en menos tiempo, al lograrlo en 32.81 segundos.
Después, la banda aparece en un campo abierto, en el que logra la marca de correr más rápido a través de diez pancartas, en 9.19 segundos. En el mismo lugar, Hayley Williams rompe el récord de hacer más piruetas en 20 segundos, con un total de siete. Después, los integrantes se reúnen y empiezan a caminar 30 pies hacia atrás, con los ojos vendados y también cargando animales de peluche. York logra el récord de hacerlo en menos tiempo, en 6.14 segundos. Luego, David y York logran la hazaña de destapar una «momia» en menos tiempo, al desenvolver a Williams, que estaba cubierta de papel higiénico, en 9.75 segundos. En la última escena, los miembros de la banda están en un convertible en movimiento, en el que Hayley consigue la marca de gritar por más tiempo en un automóvil de ese tipo, en 8.48 segundos. Al final, se revela que «Ain't It Fun» posee la marca de representar la mayor cantidad de récords mundiales rotos en un vídeo musical, con un total de diez.
James Montgomery de MTV dijo que: «el vídeo de "Still Into You" fue una revelación, el inicio de un nuevo y audaz capítulo para la banda, y [el de "Ain't It Fun"] mantiene esa buena racha viva». Además, señaló que tenía un «concepto brillante». y que era una «gema». Nicole James de Fuse indicó que los récords eran «adorables», y Steff Yotka de Nylon los llamó «locos, divertidos y raros» y afirmó que «hacían una experiencia visual verdaderamente excelente». Sin embargo, Mish Way de Vice señaló que el concepto del vídeo no se relacionaba con el mensaje de la canción. Lo consideró «un gran desastre» pero llamó a Williams «un encanto irresistible».

## Interpretaciones en vivo

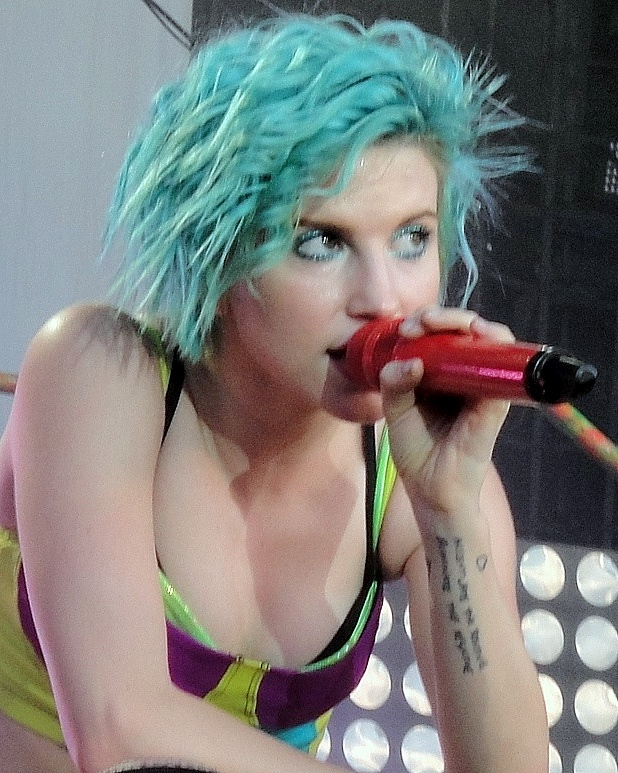
Hayley Williams, en la gira Monumentour (2014).

Paramore incluyó a «Ain't It Fun» en el set list de su gira The Self-Titled Tour de 2013. Cada vez que la presentaban, los acompañaba un coro góspel. El 13 de diciembre de 2013, la interpretaron junto con «Misery Business» y «Still Into You» en el iHeartRadio Jingle Ball. Cuatro días después, la cantaron con la participante Jacquie Lee en la final de la quinta temporada del concurso estadounidense The Voice. El 23 de abril de 2014, la presentaron en el programa Late Night with Seth Meyers. El 21 de mayo, Paramore apareció en la final de la temporada 13 de American Idol. Jena Irene, finalista del programa, cantó una versión de «Decode», y después, se unió a la banda en su presentación de «Ain't It Fun», en donde interpretó la segunda estrofa y acompañó a Williams en el estribillo y el puente.
El 13 de junio de 2014, Paramore se presentó en la serie de conciertos Summer Concert Series de Good Morning America, en la que cantó un repertorio de canciones que incluía a «Ain't It Fun», «Misery Business» y «Still Into You». En ese mismo mes, la interpretaron en el Monumentour, una gira entre la banda y Fall Out Boy. El 22 de agosto, la presentaron en el Reading Festival de Reino Unido. En 2015, el grupo incluyó a «Ain't It Fun» en la lista de canciones de su gira Writing the Future.

## Premios y nominaciones
| Año  | Ceremonia de premiación          | Premio                                     | Resultado | Ref.   |
| ---- | -------------------------------- | ------------------------------------------ | --------- | ------ |
| 2015 | Grammy Awards                    | Mejor canción de rock                      | Ganador   | [ 19 ] |
| 2015 | Internacional Dance Music Awards | Mejor canción alternativa/indie rock dance | Ganador   | [ 91 ] |
| 2015 | ASCAP Pop Music Awards           | Canción más interpretada                   | Ganador   | [ 92 ] |
| 2015 | Billboard Music Awards           | Mejor canción rock                         | Nominado  | [ 93 ] |

## Formatos
- Descarga digital

| Ain't It Fun Remixes— EP |                                           |          |  |
| N.º                      | Título                                    | Duración |  |
| 1.                       | «Ain't It Fun» (Radio edit)               | 3:51     |  |
| 2.                       | «Ain't It Fun» (remezcla de Dutch Uncles) | 4:57     |  |
| 3.                       | «Ain't It Fun» (remezcla de Kye Kye)      | 4:35     |  |
| 4.                       | «Ain't It Fun» (remezcla de Mash Mode)    | 5:25     |  |

- Disco de vinilo

| «Ain't It Fun»— vinilo de doce pulgadas |                                           |          |  |
| N.º                                     | Título                                    | Duración |  |
| 1.                                      | «Ain't It Fun»                            | 4:56     |  |
| 2.                                      | «Ain't It Fun» (remezcla de Dutch Uncles) | 4:57     |  |

## Posicionamiento en listas

### Semanales
| País            | Lista                          | Mejor posición |
| --------------- | ------------------------------ | -------------- |
| Australia       | ARIA Top 100 Singles           | 32             |
| Australia       | ARIA Digital Tracks            | 31             |
| Canadá          | Canadian Hot 100               | 27             |
| Canadá          | Canadian Digital Songs         | 45             |
| Escocia         | Scottish Singles Chart         | 98             |
| Eslovaquia      | Singles Digital Top 100        | 61             |
| Estados Unidos  | Billboard Hot 100              | 10             |
| Estados Unidos  | Digital Songs                  | 13             |
| Estados Unidos  | Radio Songs                    | 5              |
| Estados Unidos  | Streaming Songs                | 39             |
| Estados Unidos  | Pop Songs                      | 2              |
| Estados Unidos  | Adult Pop Songs                | 1              |
| Estados Unidos  | Hot Rock Songs                 | 1              |
| Estados Unidos  | Rock Digital Songs             | 1              |
| Estados Unidos  | Rock Streaming Songs           | 5              |
| Estados Unidos  | Alternative Digital Songs      | 1              |
| Finlandia       | Radiosoittolista               | 10             |
| Hungría         | Rádiós Top 40                  | 4              |
| Irlanda         | Irish Singles Chart            | 55             |
| México          | México Inglés Airplay          | 8              |
| Reino Unido     | UK Singles Chart               | 113            |
| Reino Unido     | UK Rock Chart                  | 3              |
| República Checa | Rádio Top 100                  | 22             |
| República Checa | Singles Digital Top 100        | 51             |
| Venezuela       | Pop/Rock Songs (Record Report) | 11             |

### Sucesión en listas
| Predecesor: «Not a Bad Thing» de Justin Timberlake                  | Adult Pop Songs — Sencillo número uno 21 de junio de 2014 — 12 de julio de 2014                                        | Sucesor: «Am I Wrong» de Nico & Vinz       |
| Predecesor: «Pompeii» de Bastille «A Sky Full of Stars» de Coldplay | Hot Rock Songs — Sencillo número uno 24 de mayo de 2014 — 31 de mayo de 2014 7 de junio de 2014 — 16 de agosto de 2014 | Sucesor: «A Sky Full of Stars» de Coldplay |
| Predecesor: «A Sky Full of Stars» de Coldplay                       | Rock Digital Songs — Sencillo número uno 31 de mayo de 2014 — 12 de julio de 2014                                      | Sucesor: «Come with Me Now» de Kongos      |
| Predecesor: «A Sky Full of Stars» de Coldplay                       | Alternative Digital Songs — Sencillo número uno 31 de mayo de 2014 — 12 de julio de 2014                               | Sucesor: «Come with Me Now» de Kongos      |

### Certificaciones
| País           | Organismo Certificador | Ventas Certificadas | Certificación | Simbolización | Ref.          |
| -------------- | ---------------------- | ------------------- | ------------- | ------------- | ------------- |
| Canadá         | CRIA                   | 40 000              | Oro           | ●             | [ 73 ]        |
| Estados Unidos | RIAA                   | 2 000               | 2x Platino    | 2▲            | [ 21 ] [ 22 ] |
| Reino Unido    | BPI                    | 200 000             | Plata         | ♦             | [ 84 ]        |

### Anuales
| País           | Lista (2014)         | Mejor posición |
| -------------- | -------------------- | -------------- |
| Canadá         | Canadian Hot 100     | 95             |
| Estados Unidos | Billboard Hot 100    | 47             |
| Estados Unidos | Digital Songs        | 53             |
| Estados Unidos | Radio Songs          | 31             |
| Estados Unidos | Pop Songs            | 23             |
| Estados Unidos | Adult Pop Songs      | 11             |
| Estados Unidos | Hot Rock Songs       | 7              |
| Estados Unidos | Rock Digital Songs   | 8              |
| Estados Unidos | Rock Streaming Songs | 17             |
| Hungría        | Rádiós Top 100       | 46             |

## Créditos
| - Hayley Williams: voz, composición, coros - Jeremy Davis: bajo, coros - Taylor York: composición, producción, guitarra, teclado, coros - Justin Meldal-Johnsen: producción, ingeniería - Ilan Rubin: batería, coros - Ken Andrews: mezcla - Ted Jensen: masterización - Carlos De La Garza: ingeniería - Mike Schuppan: ingeniería | - Vincent Brantley: director del coro góspel - Sean Dancy: coro góspel - Yolanda Harris-Dancy: coro góspel - Katherine Dancy: coro góspel - Brandon Hampton: coro góspel - Talitha Manor: coro góspel - Joslyn James: coro góspel |

Fuente: Discogs.

## Historial de lanzamientos
| País           | Fecha de lanzamiento | Formato                         | Ref.    |
| -------------- | -------------------- | ------------------------------- | ------- |
| Reino Unido    | 26 de agosto de 2013 | Promo CD (sencillo promocional) | [ 4 ]   |
| Estados Unidos | 4 de febrero de 2014 | Radio de éxitos contemporáneos  | [ 1 ]   |
| Estados Unidos | 19 de abril de 2014  | Vinilo de doce pulgadas         | [ 3 ]   |
| Reino Unido    | 19 de abril de 2014  | Vinilo de doce pulgadas         | [ 46 ]  |
| Italia         | 26 de mayo de 2014   | Radio de éxitos contemporáneos  | [ 49 ]  |
| Canadá         | 24 de junio de 2014  | EP de remezclas                 | [ 127 ] |
| Estados Unidos | 24 de junio de 2014  | EP de remezclas                 | [ 2 ]   |
| Hungría        | 24 de junio de 2014  | EP de remezclas                 | [ 128 ] |
| México         | 24 de junio de 2014  | EP de remezclas                 | [ 129 ] |